# 5: Murder by Numbers
5: Murder by Numbers è il terzo mixtape del rapper 50 Cent dopo l'album studio Before I Self Destruct che precede il suo quinto album in studio Street King Immortal atteso per il 2013.

## Tracce
1. My Crown – 3:05
2. NY – 2:26
3. United Nation – 2:44
4. Business (feat. Hayes) – 3:01
5. Roll That Shit (feat. Kidd Kidd) – 3:49
6. Turn the Lights On – 3:22
7. Money – 3:12
8. Definition of Sexy (feat. Guordan) – 2:58
9. Be My Bitch (feat. Brevi) – 3:55
10. Can I Speak to You (feat. Schoolboy Q) – 2:56